# Rob Pinkston
Rob Pinkston (* 30. Januar 1988 in Atlanta, Georgia; eigentlich William Robert Pinkston IV) ist ein US-amerikanischer Schauspieler.

## Leben und Karriere
Einen größeren Bekanntheitsgrad erlangte Pinkston durch die Serie Neds ultimativer Schulwahnsinn, wo er Kokosnusskopf, einen von einer fiesen Gang gemobbten Jungen, drei Jahre lang verkörperte. Bei Punk’d, einer amerikanischen „versteckte Kamera“ Version, welche langjährig von Ashton Kutcher moderiert wurde, hatte er 2005 ein paar Gastauftritte, bei denen er die „Opfer“ reinlegte.

## Filmographie

### Filme
- The Derby Stallion (2005)
- The Sasquatch Dumpling Gang (2006)
- Parental Guidance Suggested (2007)
- The Legend of Secret Pass (2008)
- Extreme Movie (2008)

### Fernsehen
- Neds ultimativer Schulwahnsinn (2004–2007)
- Punk’d (2005)